# Monts du Hodna
Monts du Hodna är en bergskedja i Algeriet.   Den ligger i provinsen Bordj Bou Arréridj, i den norra delen av landet, 180 km sydost om huvudstaden Alger.